# 15 cm K 39
150-мм важка гармата K 39 (нім. 15-cm-Kanone 39) — німецька важка польова гармата часів Другої світової війни. Гармата належала до класу важких польових гармат, призначених для руйнування (знищення) польових фортифікаційних споруд противника та завдання поразки його військам, що тримають оборону на укріплених позиціях. Споконвічно артилерійська система розроблялася на замовлення Туреччини, але з початком Другої світової війни вони надійшли на озброєння Німеччини в невеликій кількості в 1939 році і використовувався в основному як гармати берегової оборони. Перші поставки цих гармат до частин вермахту почалися в 1940 році. У битві за Францію гарматою була оснащена лише 698-ма окрема артилерійська батарея. Під час операцій «Барбаросса» і «Блау» вона перебувала на озброєнні 511-го, 620-го, 680-го, 767-го та 800-го артилерійських дивізіонів сухопутних військ вермахту.
Гармата та її монтажне обладнання розташовувалися на поворотній платформі, що обертається на 360 градусів, яка своєю чергою була прикріплена до типового колісного лафета. Поворотний стіл допоміг у тактичній гнучкості, дозволивши практично безперешкодно переміщатися, хоча цей елемент також додавав вагу, третій важливий компонент гармати під час транспортування та збільшував виробничі витрати. Спочатку турецька армія замовила цю артилерійську систему для подвійного використання — як польову гармату та як зброю берегової оборони, а також уклала контракт на постачання відповідних боєприпасів у німецьких постачальників. Проєктні роботи розпочалися у 1938 році.
Лише два екземпляри були передані турецькій владі, коли нацистська Німеччина розпочала Другу світову війну, вдершись до Польщі. Таким чином, тепер їй були потрібні всі види польової артилерії, і будь-яке подальше виробництво артилерії компанією Krupp, зокрема K39 тепер перейшло до відомства командування Сухопутними військами вермахту. Це також включало усі запаси готових для відправлення до Туреччини боєприпасів, виготовлених для зброї. Зрештою було випущено всього 61 або близько цього нових 150-мм систем (насправді їх точний калібр становив 149,1 мм), і виробництво тривало з 1939 по приблизно 1942 рік, перш ніж було припинено.